# 브라바시

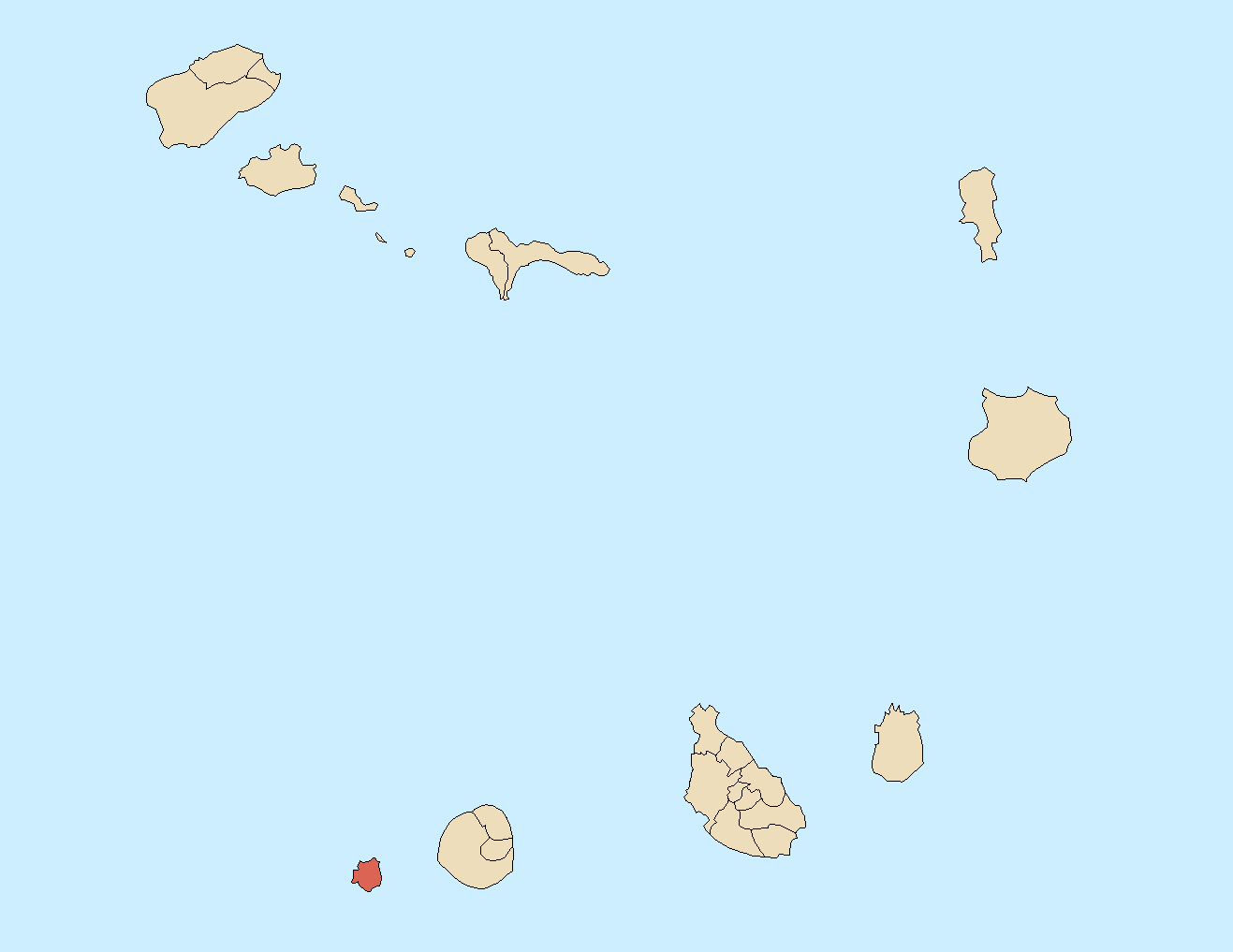
브라바시의 위치

브라바시(포르투갈어: Brava)는 카보베르데를 구성하는 22개 지방 자치체 가운데 하나로 브라바섬에 위치한다. 행정 중심지는 노바신트라이며 면적은 62.51km2, 인구는 5,971명(2010년 기준)이다. 2개 교구(상주앙바프티스타(São João Baptista) 교구, 노사세뇨라두몬트(Nossa Senhora do Monte) 교구)를 관할한다.